# Margaretenbrunnen

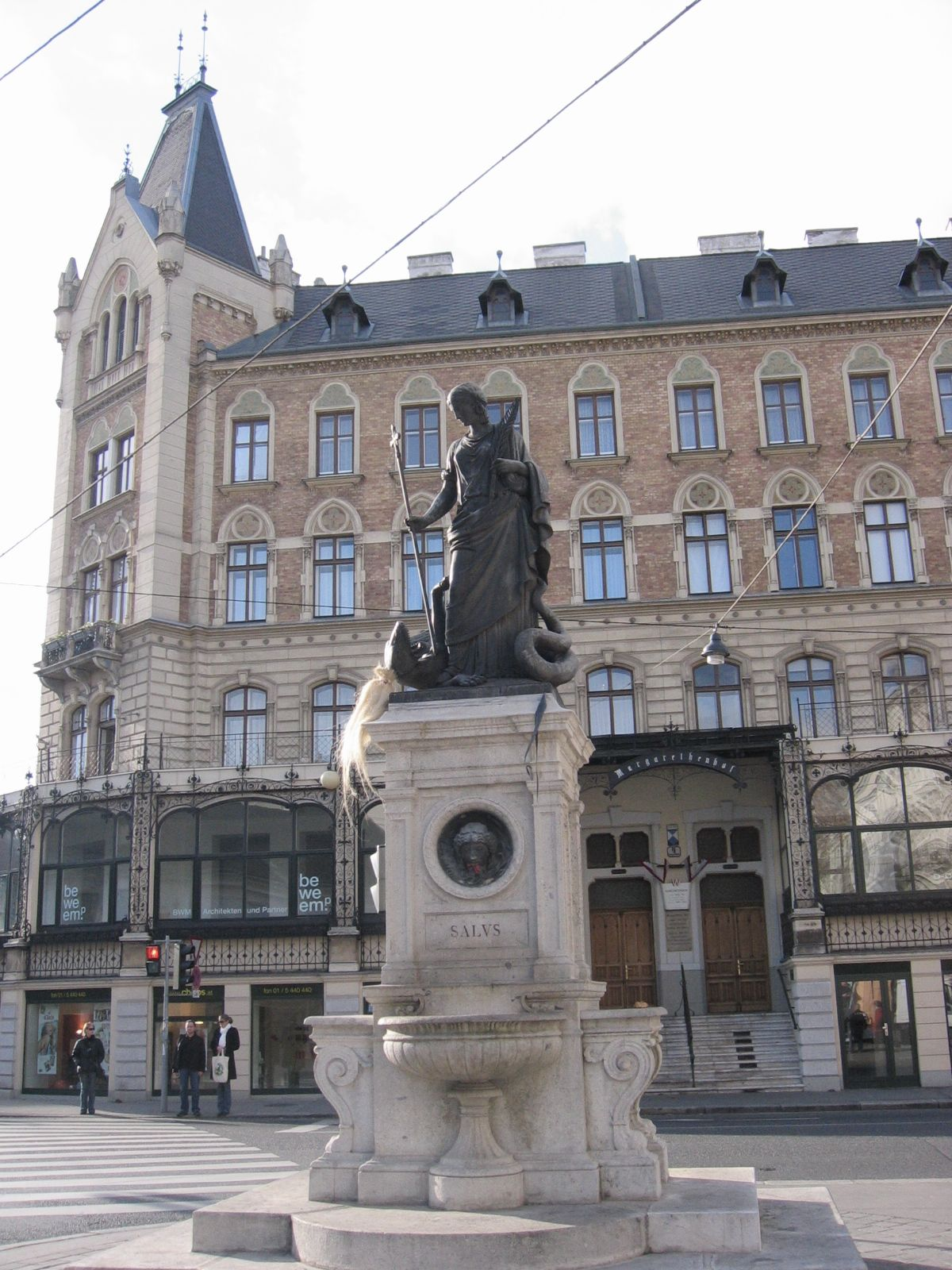
Margaretenbrunnen in Wien

Der Margaretenbrunnen ist ein Brunnen auf dem Margaretenplatz im 5. Wiener Gemeindebezirk Margareten.

## Geschichte
Mit der Errichtung des am 24. November 1836 eingeweihten Margaretenbrunnens wollte die damals noch selbständige Gemeinde Margareten ihre Dankbarkeit für die von Kaiser Franz I. seit 1829 gestattete Benützung der Siebenbrunner Hofwasserleitung ausdrücken. Bis zur Inbetriebnahme der Kaiser-Ferdinands-Wasserleitung im Jahr 1843 war der Brunnen die einzige öffentliche Wasserquelle in dieser Gegend. 1886 sollte er anlässlich der Umgestaltung des Margaretenplatzes abgetragen werden, wurde aber stattdessen 20 Meter nach Südwesten an seinen heutigen Standort versetzt. Dabei erhielt er einen neuen Unterbau und wurde von dem Bildhauer Wilhelm Sturm restauriert.

## Gestaltung
Auf einem steinernen Sockel mit zwei halbkreisförmigen Wasserbecken befindet sich ein Postament mit Wasserspeiern und Inschrifttafeln. Darauf steht die von Johann Nepomuk Schaller aus Blei gefertigte Figur der über den Drachen triumphierenden heiligen Margareta von Antiochia, die auch Namensgeberin der ehemaligen Ortschaft ist. Die Brunnenanlage steht unter Denkmalschutz (Listeneintrag).